# リーマンズクラブ
『リーマンズクラブ』は、ライデンフィルム制作による日本のオリジナルテレビアニメ作品。2022年1月から4月までテレビ朝日系列『NUMAnimation』枠ほかにて放送された。
バドミントンの実業団選手を題材とし、サラリーマンの日常およびスポーツ選手のドラマの2面を描いた作品。本作は『NUMAnimation』枠で初のテレビ朝日企画作品であり、テレビ朝日がバドミントンの中継権を保持していることが企画のベースとなっている。
作品の主な舞台は埼玉県であり、試合会場は深谷市総合体育館（深谷ビックタートル）である。飲料品メーカー「サンライトビバレッジ」バドミントン部に所属する社員が、ご当地ドリンク「ネギジンジャー」を開発、販売するストーリーに合わせ、実際に深谷市「道の駅おかべ」にて「ネギジンジャー」が販売されている。また作中に登場した「納豆コーラ（natto cola）」をイメージした「納得コーラ（nattoku cola）」も数量限定で販売された。

## 登場人物

### サンライトビバレッジ
白鳥 尊（しらとり みこと）
声 - 榎木淳弥、古城門志帆（少年）
本作の主人公。強豪実業団チーム「ミツホシ銀行」でバドミントンの選手もしていたが、クビになってしまい、サンライトビバレッジの営業部に所属することになった19歳の新人。作中で20歳になり、酒癖がかなり悪いことが発覚した。バドミントンが大好きなバドミントンバカだが、高校の時のある試合をきっかけにトラウマを抱え、精彩を欠いている。些細な変化から先を読むことが得意。仕事に関してはマニュアル人間でマニュアル通りにならずに苦戦することもある。
宮澄 建（みやずみ たつる）
声 - 三木眞一郎
サンライトビバレッジの営業部に所属する社員であり、バドミントン部の選手。社員としても部員としても尊とペアを組むことになる。気さくで暑苦しいが営業成績は常にトップで取引先からの評判もいい。32歳と選手の中では年齢が高いが選手としても能力が高く、天才と称された尊にも引けを取らない。
佐伯蒼汰（さえき そうた）
声 - 石川界人
サンライトビバレッジの品質保証部に所属する社員であり、バドミントン部の選手。23歳。橙也の兄でありシングルスの選手。物語中盤で竹田がコーチになったため、弟の橙也と兄弟ペアを組むことになる。落ち着いた性格で冷静なプレースタイルが持ち味。しかし堅実な分、消極的になる傾向がある。ゲームが趣味でゲーム仲間には有名なデザイナーがいるなど人脈が広い。出雲尚弘という人物とペアを組んだこともあった。
佐伯橙也（さえき とうや）
声 - 逢坂良太
サンライトビバレッジの企画部に所属する社員であり、バドミントン部の選手。尊とは高校時代の同級生だが、尊より誕生日は早く先に20歳になっている。最初は竹田とペアを組んでいたが、竹田がコーチとなったために兄である蒼汰とペアを組むことなる。生活費倹約のために蒼汰と一緒に暮らしている。
竹田浩輝（たけだ こうき）
声 - 柿原徹也
サンライトビバレッジの営業部に所属する社員であり、バドミントン部の選手。27歳。最初は橙也とペアを組んでいたが、物語中盤にコーチに転身しチームを支えることとなった。明るくお調子者な反面、あがり症で本番に弱い。
碓山トヲル（うすやま とをる）
声 - 前野智昭
サンライトビバレッジの品質保証部に所属する社員であり、バドミントン部の選手。29歳。かつては有名なバドミントン部の選手だったが、大学卒業間際に子どもが出来たことをきっかけに結婚し、引退している。しかし、物語中盤に家族が背中を押してくれたこともあって選手として復帰する。
大野安臣（おおの やすおみ）
声 - 黒田崇矢
サンライトビバレッジのバドミントン部を指導する監督。46歳。常にサングラスを着用し、とても堅気には見えないが選手たちには信頼されている。

### ユニシックス
霧島隼人（きりしま はやと）
声 - 福山潤
荻野目大樹（おぎのめ だいき）
声 - 小野友樹
美空綾斗（みそら あやと）
声 - 村瀬歩
八神 純（やがみ じゅん）
声 - 石谷春貴
夏木 陵（なつき りょう）
声 - 野津山幸宏
宇津木雅彦（うつぎ まさひこ）
声 - 浪川大輔

### トマリ運輸
立花 梓馬（たちばな あずま）
声 - 八代拓
尊の高校時代にペアを組んでいた男。インターハイで怪我をしてしまった過去がある。

## スタッフ
- 原作 - Team RMC[6]
- 監督 - 山内愛弥[6]
- シリーズ構成 - 内海照子、山内愛弥[6]
- キャラクター原案 - ヤスダスズヒト[6]
- キャラクターデザイン - まじろ[6]
- プロップデザイン - 小沼よしい、長友望己、古賀五十六、杉村友和、阿部安佳里、佐藤愛架
- 美術設定 - 佐藤正浩[6]、田中俊成、青木はつみ、中島美佳
- 美術監督 - 甲斐政俊[6]
- 色彩設計 - 小野寺笑子[6]
- 3DCGディレクター - 内田博基
- 撮影監督 - 長谷川奈穂[6]
- 編集 - 長谷川舞[6]
- 音楽 - fox capture plan[6]
- 音響監督 - 本山哲[6]
- プロデューサー - 遠藤一樹、大槻宏美、澤田愛理、松井優子、清原愛一朗、中川岳、相馬亜美、外川明宏、小澤文啓、土屋真子、里見哲朗
- 制作プロデューサー - 佐々木崇之
- アニメーション制作 - LIDENFILMS[6]
- 製作 - サンライトビバレッジ広報部[6]（テレビ朝日、テレビ朝日ミュージック、DMM pictures、BS朝日、ユニバーサル ミュージック、A-Sketch、ヒーローガレージ、ムービック、クロックワークス、ブシロードクリエイティブ、ウルトラスーパーピクチャーズ）

## 主題歌
「The Warrior」
Novelbrightによるオープニングテーマ。作詞は竹中雄大、作曲・編曲は竹中と山田海斗。
「二千五百万分の一」
まふまふによるエンディングテーマ。作詞・作曲・編曲はまふまふ。

## 各話リスト
| 話数 | サブタイトル   | 脚本       | 絵コンテ                   | 演出          | 作画監督 | 総作画監督                         | 初放送日       |
| ---- | -------------- | ---------- | -------------------------- | ------------- | --- | ---------------------------------- | -------------- |
| #01  | アサイン       | 内海照子   | 山内愛弥                   | 山内愛弥      | 長友望己 黒鳥剣 冨永拓生 | まじろ                             | 2022年 1月30日 |
| #02  | シナジー       | 内海照子   | 藤井康晶                   | 藤井康晶      | 浦島美紀 阿部弘樹 坪田慎太郎 藤田正幸 三好和也 神垣弥生 木下裕孝 古賀五十六 新田拓実 三橋桜子 櫟原アキ 鈴木彩子 Lee Seunghui Kim Dahui スプリングリバー | 柑原豆真 まじろ                    | 2月6日         |
| #03  | ブレスト       | 佐藤裕     | 中野涼子                   | 中野涼子      | 浦島美紀 三橋桜子 草間英興 中井恵巳 梅田香 鞠野黄英 山崎克之 | 三好和也 まじろ                    | 2月13日        |
| #04  | コンフリクト   | 内海照子   | 西田正義                   | 播摩優 真野玲 | 村長由紀 今里佳子 糸島雅彦 三橋桜子 大下久馬 齊藤格 浦島美紀 まじろ 新田拓実 片田敬信 梅田香 半田大貴 UEC | 柑原豆真                           | 2月20日        |
| #05  | フィードバック | 山内愛弥   | 播摩優                     | 播摩優        | 長友望己 浦島美紀 まじろ 木下裕孝 柑原豆真 藤田正幸 江藤大気 中井恵巳 佐々木彩香 片田敬信 半田大貴 繁田亨 古賀五十六 中村和代 アルボアニメーション 池田竜也 佐藤道雄 稲垣茉莉子 片岡恵美子 梶浦紳一郎 渕脇泰賀 菊池一真 服部一郎 川添亜希子 佐々木綾 永田有香 櫻井拓郎 服部憲知 清水博之 高橋宏郁 JIM REINFORCE Park San-ho | 奥野倫史 なまためやすひろ 北原広大 | 2月27日        |
| #06  | プレゼン       | 佐藤裕     | もりたけし                 | 髙田美里      | 吉永剛 はっとりますみ 三橋桜子 なまためやすひろ 橋本淳稔 半田大貴 スプリングリバー | 三好和也                           | 3月6日         |
| #07  | オルタナティブ | 仲村みなみ | 古賀五十六                 | 古賀五十六    | 黒鳥剣 本田敬一 冨永拓生 | 古賀五十六                         | 3月13日        |
| #08  | ブレイクスルー | 内海照子   | 青柳隆平                   | 野亦則行      | 今里佳子 三橋桜子 村長由紀 佐藤育子 生田目康裕 大槻ちえ 藤田正幸 古賀五十六 長友望己 中原れい | 橋本淳稔 柑原豆真                  | 3月20日        |
| #09  | プライオリティ | 内海照子   | 飯田崇                     | 稲村保奈美    | 高橋宏郁 稲垣茉莉子 渕脇泰賀 橋口翔太郎 関藤寛生 斉藤茉利 半田大貴 三橋桜子 梅田香 | 北原広大                           | 3月27日        |
| #10  | トレードオフ   | 佐藤裕     | 金子伸吾 青柳隆平 白石達也 | 播摩優        | しろくま 本田敬一 坪田慎太郎 阿部安佳里 佐藤愛架 糸島雅彦 黒鳥剣 なまためやすひろ 古賀五十六 スプリングリバー | まじろ 柑原豆真                    | 4月3日         |
| #11  | コンペティター | 仲村みなみ | 中野涼子 白石達也          | 藤井康昌      | 柑原豆真 村長由紀 本田敬一 今里佳子 阿部弘樹 奥野倫史 糸島雅彦 斉藤茉利 なまためやすひろ 繁田亨 三橋桜子 成松義人 橋本尚典 坪田慎太郎 内野明雄 阿部安佳里 佐藤愛架 冨永拓生 片田敬信 鈴木彩子 梅田香 橋本尚典 | 橋本淳稔 まじろ                    | 4月10日        |
| #12  | 青天井         | 仲村みなみ | 中原れい                   | 播摩優        | 古賀五十六 浦島美紀 本田敬一 しろくま 冨永拓生 黒鳥剣 梅田香 村長由紀 | 長友望己                           | 4月17日        |

## 放送局
| 放送期間                                     | 放送時間                                  | 放送局                               | 対象地域 | 備考                                              |
| -------------------------------------------- | ----------------------------------------- | ------------------------------------ | -------- | ------------------------------------------------- |
| 2022年1月30日 - 4月17日                      | 日曜 1:30 - 2:00（土曜深夜）              | テレビ朝日（製作参加）ほか系列全24局 | 日本国内 | 字幕放送 / 『NUMAnimation』枠                     |
|                                              | 日曜 2:30 - 3:00（土曜深夜）              | テレ朝チャンネル1                    | 日本全域 | CS放送                                            |
| 2022年2月4日 - 4月1日 2022年4月8日 - 4月22日 | 金曜 23:00 - 23:30 金曜 23:30 - 土曜 0:00 | BS朝日                               | 日本全域 | 製作参加 / BS/BS4K放送 / 『アニメA』枠 / 字幕放送 |

インターネットでは2022年1月30日より毎週日曜12時にAmazon Prime Video、FOD、J:COMオンデマンド、バンダイチャンネル、milplus、TELASA、auスマートパスプレミアム、ABEMA、dアニメストア、Paravi、dTV、AnimeFesta、ひかりTV、Hulu、U-NEXT、アニメ放題にて配信される。
当初は1月23日より順次放送・配信予定だったが、テレビ朝日系列での放送がフンガ・トンガ噴火に伴う津波警報発令に関するANN報道特別番組放送によって前作『ワールドトリガー 3rdシーズン』の最終回放送が1週間延期となったため、本作も延期となった。

## Blu-ray
| 巻 | 発売日        | 収録話          | 規格品番  |
| -- | ------------- | --------------- | --------- |
| 1  | 2022年4月27日 | 第1話 - 第3話   | DMPXA-253 |
| 2  | 2022年5月25日 | 第4話 - 第6話   | DMPXA-254 |
| 3  | 2022年6月29日 | 第7話 - 第9話   | DMPXA-255 |
| 4  | 2022年7月27日 | 第10話 - 第12話 | DMPXA-256 |

## 漫画
『リーマンズクラブ バドリーマンレポート』が、Webコミック配信サイト「コミックブシロードWEB」（ブシロードクリエイティブ→ブシロードワークス）にて坂下コウの作画により2022年10月28日から2023年8月25日まで連載され、KADOKAWAから単行本が発売。
白鳥尊が一人前のバドリーマンになるまでの日常を描く。
- 坂下コウ（漫画） / Team RMC（原作）『リーマンズクラブ バドリーマンレポート』KADOKAWA〈ブシロードコミックス〉、全1巻
  - 2023年10月6日発売[24]、ISBN 9784048995795

## 舞台
2024年9月5日から9月11日まで、シアターサンモールで上演。主演は、田淵累生、根本正勝。

### キャスト（舞台）
サンライトビバレッジ
- 白鳥尊：田淵累生
- 宮澄建：根本正勝
- 佐伯蒼汰：中尾拳也
- 佐伯橙也：永島龍之介
- 竹田浩輝：谷水力
- 大野安臣：今井孝祐

トマリ運輸
- 立花梓馬：松田将希
- 外崎士龍：星璃
- 間柴勇歩：深澤悠斗
- 猿橋佑慧：桑野晃輔
- 郷倉虎徹：守上慶人

ユニシックス
- 霧島隼人：千田京平
- 美空綾斗：山本亮太
- 荻野目大樹：嶋崎裕道
- 八神純：高橋輝仁
- 夏木陵：木村優良

その他（アンサンブル・キャスト）
- 福田拓也
- 遠山義弥
- 長田泉里
- 貴瀬ハルキ
- 桐谷直希

### スタッフ（舞台）
- 脚本・演出：久保田唱（企画演劇集団ボクラ団義）

## 波及効果及びファンイベント
深谷商店街連合会並びに深谷市にキャンパスを持つ埼玉工業大学により「サンライトビバレッジ深谷商店街応援団」が結成。続いて「ミツホシ銀行 道の駅おかべ そば蔵応援団」が誕生。アニメに登場した「ネギジンジャー」や「納豆コーラ」をモチーフにした「Nattoku Cola」などの販売を実施。
2024年7月20日、佐伯橙也役である逢坂良太様をお招きしたイベントが、埼玉県深谷市のショッピングモール「アリオ深谷」にて実施。オープン前から長い行列となり、座席整理券の数を大きく超えるお客様が並んだ。主人公達の等身大パネルを店内に設置したスタンプラリーを実施し、スタンプを集めた方に、本イベント限定の「佐伯橙也」カードを進呈。バドミントンストラックアウト及び深谷商店街連合会、道の駅おかべのブースには、ネギジンジャーをはじめとするリーマンズクラブ関連グッズなどが並んだ。